# Tom Conway
Tom Conway (São Petersburgo, 15 de setembro de 1904 – Culver City, 22 de abril de 1967) foi um ator russo de rádio e cinema, e irmão do ator George Sanders.

## Vida Pessoal
Conway nasceu Thomas Charles Sanders, em São Petersburgo, Rússia, filho de pais ingleses; seu irmão caçula era o também ator George Sanders, com quem Conway tinha forte aparência, especialmente no aspecto vocal. Após a Revolução Russa (1917), a família voltou para a Inglaterra, onde os dois irmãos foram educados no Brighton College.

## Carreira
Conway é bastante lembrado hoje por sua atuação em dez filmes da série cinematográfica "The Falcon", tendo atuado ao lado de seu irmão em The Falcon's Brother. Estrelou três filmes produzidos por Val Lewton pela RKO Pictures, duas vezes interpretando Dr. Louis Judd — em Cat People (1942) and A Sétima Vítima um ano depois —, apesar do personagem ter sido assassinado na primeira película. O terceiro filme com Lewton foi I Walked With A Zombie (A morta-viva) (1943).
Sua carreira decresceu muito a partir da década de 1950, mas ainda apareceu em alguns filmes ingleses, além de aparições no rádio e na tv. Em 1951 substituiu Vincent Price na série radiofônica de mistério The Saint, em um papel que seu irmão interpretou nas telas de cinema uma década mais tarde. Em outubro de 1957 Conway interpretou Max Collodi no episódio "The Glass Eye" de  Alfred Hitchcock Presents.

## Fim da vida e falecimento
Depois de ganhar mais de US$ 1 milhão em 24 anos de carreira, problemas de visão e constantes crises com álcool marcaram sua vida nos últimos anos. Queenie Leonard, sua segunda esposa, pediu o divórcio em 1963, devido aos problemas de Conway com a bebida. George Sanders também interrompeu todo contato com ele por causa disso.
Conway submeteu-se a uma cirurgia de catarata no verão de 1964-65. Em setembro de 1965 Tom voltou às manchetes ao ser descoberto vivendo em um quarto de US$ 2 por dia em Venice, California. Presentes, contribuições e ofertas o ajudaram por um tempo.
Seus últimos anos de vida foram marcados por constantes visitas ao hospital. Sua ex-cunhada Zsa Zsa Gabor o visitou um dia e lhe deu US$ 200. No dia seguinte o hospital chamou-a para informar que Conway tinha saído com os US$ 200, ido até sua namorada e morrido em sua cama. Era 22 de abril de 1967, e Conway falecia vitima de cirrose e diabetes.

## Filmografia
- The Great Meddler - (curta-metragem do diretor austríaco Fred Zinnemann) (1940)
- Waterloo Bridge (1940) (1940) - (voz)
- Sky Murder (1940)
- The Wild Man of Borneo (1941)
- The Trial of Mary Dugan (1941)
- Free and Easy (1941)
- The Bad Man (1941)
- The People vs. Dr. Kildare (1941)
- Lady Be Good  (1941)
- Tarzan's Secret Treasure (1941)
- Mr. and Mrs. North (1942)
- Rio Rita (1942)
- Grand Central Murder  (1942)
- Mrs. Miniver (1942)
- The Falcon's Brother (1942)
- Cat People (1942)
- The Falcon Strikes Back (1943)
- I Walked With A Zombie (1943)
- The Falcon in Danger (1943)
- The Seventh Victim (1943)
- The Falcon and the Co-eds (1943)
- The Falcon Out West (1944)
- A Night of Adventure (1944)
- The Falcon in Mexico (1944)
- The Falcon in Hollywood (1944)
- Two O'Clock Courage (1945)
- The Falcon in San Francisco (1945)
- Whistle Stop (1946)
- The Falcon's Alibi (1946)
- Criminal Court (1946)
- The Falcon's Adventure (1946)
- Lost Honeymoon (1947)
- Fun on a Weekend (1947)
- Repeat Performance (1947)
- The Challenge (1948)
- 13 Lead Soldiers (1948)
- The Checkered Coat (1948)
- One Touch of Venus (1948)
- Bungalow 13 (1948)
- I Cheated the Law (1949)
- The Great Plane Robbery (1950)
- Painting the Clouds with Sunshine (1951)
- Bride of the Gorilla (1951)
- Confidence Girl (1952)
- Peter Pan (1953) - (voz)
- Tarzan and the She-Devil  (1953)
- Park Plaza 605 (1953)
- Blood Orange (1953)
- Paris Model (1953)
- Prince Valiant (1954)
- Breakaway (1955)
- Barbados Quest (1955)
- The She-Creature (1956)
- Death of a Scoundrel (1956)
- The Last Man to Hang? (1956)
- Operation Murder (1957)
- Voodoo Woman (1957)
- The Atomic Submarine (1959)
- 12 to the Moon (1960)
- One Hundred and One Dalmatians (1961)
- What a Way to Go! (1964)